# Amara virginica
Amara virginica är en skalbaggsart som beskrevs av Thomas Casey. Amara virginica ingår i släktet Amara och familjen jordlöpare. Inga underarter finns listade i Catalogue of Life.